# Spoorlijn St Michaelisdonn - Marne
De spoorlijn St Michaelisdonn - Marne is een Duitse spoorlijn in Sleeswijk-Holstein en is als spoorlijn 1216 onder beheer van DB Netze.

## Geschiedenis
Het traject werd door de Holsteinische Marschbahngesellschaft geopend op 15 december 1880. Het personenvervoer op de lijn is opgeheven op 27 mei 1961, goederenvervoer heeft plaatsgevonden tot juli 1994. Thans is de lijn in gebruik voor draisinen gedurende de zomer.  

## Aansluitingen
In de volgende plaatsen was er een aansluiting op de volgende spoorlijnen:
St Michaelisdonn
DB 1210, spoorlijn tussen Elmshorn en Westerland
DB 1215, spoorlijn tussen St Michaelisdonn en Brunsbüttel Nord
aansluiting Marne
DB 1217, spoorlijn tussen de aansluiting Marne en Friedrichskoog III